# Nakkeben
Nakkebenet (latin: os occipitale) er en af knoglerne i menneskets kranium. 